# Roberto Giordano
Roberto Giordano (Quilmes, 27 de marzo de 1945-Buenos Aires, 22 de noviembre de 2024) fue un peluquero, estilista y empresario argentino.

## Historia
Roberto Giordano nació en la ciudad de Quilmes el 27 de marzo de 1945, siendo el menor de los tres hijos de Ludovico Giordano, un inmigrante italiano que trabajaba de electricista, y de Isabel Pepe Rodríguez, una ama de casa argentina afrodescendiente. A los 16 años comenzó a trabajar en tareas de limpieza en una peluquería, y al poco tiempo tomaría el oficio de peluquero.
Se casó a inicios de la década de 1970 con la estilista Mirta Servanda Almirón, quien posteriormente se convertiría en su socia comercial y compañera de vida hasta su muerte. Fueron padres de Luciano y abuelos de dos nietas.

### Éxito internacional
En 1979, inauguró su primer desfile en Punta del Este, Uruguay. A partir de 1983, condujo desfiles junto a Teté Coustarot, los cuales más tarde incluyeron los desfiles del Hotel Conrad Resort & Casino. En aquellos desfiles fue cuando descubrió a modelos como Valeria Mazza, Andrea Frigerio, Pampita, Nicole Neumann y Dolores Barreiro, entre otras. Su empresa, el Staff Güemes Peluquería, llegó a tener 25 sucursales en varios de los shoppings más glamorosos del país, y también instaló peluquerías en Uruguay, Chile, Bolivia, Paraguay y Francia.
En noviembre de 1995, protagonizó un incidente ocurrido en el Estadio Monumental, en el que aficionados de River Plate intentaron agredirlo; de aquel incidente trascendió su célebre frase «No me peguen, soy Giordano».

### Conflictos judiciales
En agosto de 2002, uno de sus locales fue allanado por supuesta evasión y facturación en negro. En 2007, luego de ir ante la Cámara Nacional de Apelaciones, se confirmó una clausura de seis días impuesta por la AFIP.
En diciembre de 2010, la Justicia Comercial ordenó su quiebra tras el rechazo de sus acreedores a la propuesta formulada en el concurso preventivo.
En 2014, acordó una pena de dos años y medio de prisión en suspensión en la causa por evasión de 450 mil pesos de aportes previsionales de sus empleados. Ese mismo año, se elevó una causa judicial por evasión de más de 6 millones de pesos de impuesto a las ganancias e IVA del período 2009-2012, de la que fue sobreseído en 2018.
En junio de 2020, a raíz de una denuncia de la AFIP en 2014, fue procesado por insolvencia fraudulenta, acusado de crear sociedades para evitar el pago de sus deudas, por lo que se le embargaron 30 millones de pesos y se le prohibió abandonar el país.

### Últimos años
Tras la cuarentena, a causa de las restricciones sanitarias por la pandemia de covid-19, se mudó a Maldonado, ciudad contigua a Punta del Este, recluyéndose en su vida privada.
En mayo de 2024, fue condenado a 3 años de prisión por insolvencia fraudulenta, tras declararse culpable ante la justicia de haber ocultado bienes en sociedades fantasmas. Ese mismo mes, se sometió a un cateterismo en el Instituto de Diagnóstico para una revisión de sus arterias.
El 22 de noviembre de 2024, falleció a los 79 años en el Sanatorio Mater Dei del barrio de Palermo, a causa de un paro cardíaco mientras era intervenido quirúrgicamente. Sus restos fueron inhumados en el Cementerio de la Chacarita.